# Michael Cacoyannis
Michael Cacoyannis (en grec: Μιχάλης Κακογιάννης), o Mikhális Kakoyánnis (Limassol, Xipre, 11 de juny de 1922-Atenes, Grècia, 25 de juliol de 2011) va ser un director de cinema grec d'origen xipriota.

## Biografia
Els orígens xipriotes de Michael Cacoyannis no han suposat cap problema pel que fa a la seva nacionalitat grega. Fill de família acomodada, estudia dret a Londres i es converteix en barister el 1943. Treballa per la BBC (Servei d'ultramar) de 1941 a 1950. Segueix després una formació d'actor a la Central Sant Martins College of Art and Design i d'escenògraf a l'Old Vic School. Es converteix en actor el 1947, però escull de concentrar-se en la posada en escena de teatre.
Arriba a Atenes el 1953, on treballa per al teatre i el cinema. La seva primera pel·lícula, Kyriakatiko xypnima (El despertar del diumenge), és saludada per la crítica com un verdader «despertar artístic enmig d'una producció grega encara poc segura tècnicament. La seva escriptura fílmica es talla aleshores. Cacoyannis forma llavors part d'una ona de nous directors (amb, principalment, Níkos Koúndouros i Tákis Kanellópoulos una mica més tard) que modernitzen el cinema grec, preparant el nou cinema grec. Si Cacoyannis s'orienta ràpidament cap a les adaptacions cinematogràfiques de les tragèdies antigues, les seves primeres pel·lícules manlleven ja l'estructura al teatre antic: el seu heroi o heroïna enfronta sola les forces invencibles del destí, davant un cor que assisteix al drama i el comenta, però sense intervenir-hi. Stella (1955) n'és l'arqueotip.
To Koritsi me ta mavra (La noia de negre) (1956), més realista i més mélodramàtica, es va imposar per les seves imatges mentre que la fotografia de Walter Lassally va saber trobar i dominar la violència de la llum grega, paral·lela a la violència de les emocions del film. Les tres pel·lícules següents: Fi de crèdit (1957), La nostra última primavera (1960) i Les restes (1961), les dues últimes adaptacions de novel·les contemporànies, van ser fracassos artístics i comercials, fins al punt que la crítica grega acaba per demanar-se si Cacoyannis no havia estat un simple foc de palla cinematogràfica. Tanmateix tret d'El dia on els peixos han sortit de l'aigua, intermedi còmic menor en l'obra del director, les seves pel·lícules següents van trobar l'amplitud de la tragèdia antiga, sigui directament amb les adaptacions a la pantalla (de vegades després d'una posada en escena al teatre) d'obres d'Eurípides (Electra el 1962 i Les troianes el 1971) o indirectament, amb Zorba the Greek (1964), adaptació de Níkos Kazantzákis. Elektra és fins i tot considerada com un model per la forma cinematogràfica que dona suport i il·lustra el text antic: els monòlegs explicatius són reemplaçats per llargs plans muts; els discursos del cor són compartits entre els seus membres; la violència és estilitzada o fora de camp.
La seva Ifigènia (1977) va ser menys ben rebuda. Tot el darrere del pla mitològic de l'obra ha desaparegut, la pel·lícula es redueix a una crítica massa contemporània de la cobdícia humana. A la modernització interpretativa, imposant la lectura de Cacoyannis, van venir a afegir-se una forma massa grandiloqüent per als espectadors i les crítiques: massa colors, massa figurants, massa decorats, al contrari de les primeres interpretacions, tot sobrietat. Les seves últimes pel·lícules (Sweet Country de 1986, Kano plato ke plagios de 1993 i El cirerar de 1999) són considerades com obres menors en la seva filmografia.
Obligat a marxar de Grècia durant la dictadura dels coronels, Cacoyannis és obligat a rodar la seva adaptació cinematogràfica de Les troianes a l'estat espanyol. Treballa a partir de la seva posada en escena teatral pujada vuit anys abans a Nova York.
Crea una fundació per al teatre i el cinema, carrer Piréos, al 2010, amb un teatre de 330 espectadors, un cinema de 120 places, una sala polivalent de 68 places, una sala d'exposició, dos bars, un restaurant i una botiga. Ha estat cinc vegades nominat als Oscars (un rècord per a un artista grec): millor director, millor adaptació i millor pel·lícula per Zorba the Greek i millor pel·lícula estrangera per Elektra i Iphigénie.

## Cinema
- 1954: Kyriakatiko xypnima - director, guionista
- 1955: Stella - director, guionista, productor
- 1956: To Koritsi me ta mavra - director, guionista
- 1957: To telefteo psemma - director, guionista, productor
- 1960: Eroïka - director, guionista, productor
- 1961: Il Relitto - director, guionista
- 1962: Elektra - director, guionista, productor[13]
- 1964: Zorba the Greek - director, guionista, productor
- 1967: Otan ta psaria vgikan sti steria - director, guionista, productor
- 1971: The Trojan Women - director, guionista, productor
- 1974: La història de Jacob i Josep, director, música Mikis Theodorakis,[14]
- 1975: Attilas '74 - director, productor
- 1977: Ifigéneia - director, guionista
- 1986: Sweet Country - director, guionista, productor
- 1993: Pano kato ke plagios - director, guionista, productor
- 1999: La Cerisaie - director, guionista, productor

## Premis i nominacions
- Festival de Cannes
  - Selecció oficial:
    - 1954: Kyriakatiko xypnima
    - 1955: Stella
    - 1956: To Koritsi me ta mavra
    - 1957: To telefteo psemma
    - 1961: Il Relitto
    - 1962: Elektra
    - 1977: Ifigènia

  - Premis i nominacions:
    - Premi especial per Elektra
- Berlín
  - 1960: Selecció oficial per Eroica
- Oscars
  - 1965: Nominació a la Millor pel·lícula: Zorba the Greek
  - 1965: Nominació al Millor director: Zorba the Greek
  - 1965: Nominació al Millor guió adaptat: Zorba the Greek
- Globus d'Or
  - 1965: Nominació al Millor director: Zorba the Greek
- BAFTA
  - 1966: Nominació a la Millor pel·lícula: Zorba the Greek
- Premi David di Donatello
  - 1964: Zorba the Greek

## Teatre
- 1965: Les troianes d'Eurípides, adaptació de Jean-Paul Sartre, TNP Teatre de Chaillot, Festival d'Avignon el 1965 i 1966, Nova York, 1964
- 1966: Els diables, Nova York
- 1967: Elektra d'Eugene O'Neill, Nova York
- 1968: Romeo i Julieta de William Shakespeare, TNP Teatre de Chaillot[15]
- 1977: Les bacants d'Eurípides, Comédie-Française al Teatre de l'Odéon
- 1983: Zorba, Nova York, (comèdia musical)
- 1983: Elektra, Sanctuari d'Asclépios i teatre d'Epidaure